# گئورگی اسویریدف
گئورگی واسیلیوچ اسویریدف (روسی: Гео́ргий Васи́льевич Свири́дов؛ ‏ ۱۶ دسامبر ۱۹۱۵ – ۶ ژانویهٔ ۱۹۹۸) یک آهنگساز و نوازنده پیانو اهل اتحاد جماهیر شوروی بود.
وی دانش‌آموختهٔ «کنسرواتوار سنت پیترزبورگ» بود و بابت آثارش، برندهٔ جوایز گوناگونی از جمله جایزه دولتی اتحاد شوروی، نشان لنین، جایزه هنرمند مردمی اتحاد جماهیر شوروی و «نشان استالین» شد.
از فیلم‌ها یا مجموعه‌های تلویزیونی که وی در آن‌ها نقش داشته است می‌توان به رستاخیز و طوفان برف اشاره نمود.
«سیارک ۴۰۷۵ اسویریدف» به افتخار او نامگذاری شده است.